# シャビエル・アルサリュス
シャビエル・アルサリュス・アンティア（Xabier Arzalluz Antia, 1932年8月24日 - 2019年2月28日）は、スペイン・アスコイティア出身の政治家。1979年から2004年までバスク民族主義党(PNV)の党首を務めた。名はハビエルなど、姓はアルサユスなどとも。

## 経歴
1932年、アルサリュスはバスク地方のギプスコア県アスコイティアのカルリスタの家庭に生まれた。ビスカヤ県ドゥランゴにあるイエズス会の学校で学び、1960年代にはアラゴン地方サラゴサのサラゴサ大学で法学と哲学の学位を取得した。その後、ドイツのフランクフルト・アム・マインで神学を学び、ドイツのキリスト教民主主義に関する論文を発表した。バスク地方に戻るとイエズス会の司祭となり、再びフランクフルトで、またマドリードで過ごした後、ビスカヤ県ビルバオにあるイエズス会系のデウスト大学で働いた。フランコ独裁政権末期の1969年、存在が公には認められていなかったバスク民族主義党(PNV)に加わり、1971年にはビスカヤ県支部長となった。また、世俗に還り、結婚した。
1977年の総選挙と1979年の総選挙には、ギプスコア県選挙区から出馬して当選した。首相のアドルフォ・スアレスと会談してバスク自治憲章制定への道を開き、その憲章文策定に貢献した。また、「アリアガの精神」と呼ばれるこの憲章の輪郭に沿って、バスク民族主義党のための戦略を描いた。1980年にはカルロス・ガライコエチェアが党首を辞任し、アルサリュスが党首に就任した。一時的にロマン・スドゥペやヘスス・インサウスティが党首を務めることはあったものの、アルサリュスは2004年まで長らく党首を務めた。この期間中、バスク民族主義党はバスク自治州議会で第一党の座を維持し、時にはバスク連帯など他の党と連立しながら政権を維持した。
1980年代、バスク州レンダカリ（政府首班）の座にあるガライコエチェアは党からの自律に苦しんでいた。アルサリュスは個々の党員の意見を越えた組織の権威の存在を主張した。1986年にはバスク民族主義党が内部分裂し、ガライコエチェアは党内左派を集めてバスク連帯(EA)という新政党を結成した。
2019年2月28日、バスク州ビスカヤ県のビルバオにて86歳で死去。

## 人物
アルサリュスはバスク民族主義党の主要なスポークスマンであり、毎週日曜日にはバスク地方で発行されている日刊紙デイアで意見を公開した。また、「バスク民族主義党の日」や「バスク祖国の日」などの、バスク民族主義党の集会の最中には多くの公共スピーチを行った。バスク民族主義党の支持者に好かれる一方で、スペインの一般国民の間でも人気がある党首のひとりだった。
イタリアのキリスト教民主主義の党首であるフランチェスコ・コッシガやジュリオ・アンドレオッティとは、相互に敬服の念を持っていた。ヨーロッパのキリスト教民主主義政党からの接触がありながら、スペインの保守政党である国民党(PP)からの圧力のために、1990年代にバスク民族主義党はキリスト教民主インターナショナルを離脱せざるを得なかった。
政治活動以外には法学教授としても活動しており、1999年まではビルバオのデウスト大学で、バスク語による憲法の教授を務めていた。